# Лавеаручей
Лавеаручей — ручей в России, протекает по территории Идельского сельского поселения Сегежского района Республики Карелии. Длина ручья — 10 км.
Ручей берёт начало из ламбины без названия на высоте 94 м над уровнем моря.
Течёт преимущественно в северо-западном направлении по заболоченной местности.
Ручей имеет один приток длиной 1,9 км.
Втекает на высоте 60,2 м над уровнем моря в Нижний Выг.
Населённые пункты на ручье отсутствуют.
Код объекта в государственном водном реестре — 02020001312202000006533.